# اسید ولپینیک
اسید ولپینیک (به انگلیسی: Vulpinic acid) یک ترکیب شیمیایی با شناسه پاب‌کم ۳۰۳۳۵۳۹ است.